# Krtovce
Krtovce este o comună slovacă, aflată în districtul Topoľčany din regiunea Nitra. Localitatea se află la altitudinea de 208 m deasupra n.m., se întinde pe o suprafață de 4,21 km2 și în 2017 număra 303 locuitori.

## Istoric
Localitatea Krtovce este atestată documentar din 1237.

## Demografie
| An:                | 1994 | 2004   | 2014   | 2024   |
| ------------------ | ---- | ------ | ------ | ------ |
| Număr de persoane: | 296  | 320    | 316    | 288    |
| Diferență:         |      | +8,10% | −1,25% | −8,86% |

| An:                | 2023 | 2024   |
| ------------------ | ---- | ------ |
| Număr de persoane: | 287  | 288    |
| Diferență:         |      | +0,34% |